# Sauniemi
Sauniemi är en halvö i Finland. Den ligger i sjön Torsa och Pieni-Torsa och i kommunen Rautjärvi i den ekonomiska regionen  Imatra ekonomiska region  och landskapet Södra Karelen, i den sydöstra delen av landet, 270 km nordost om huvudstaden Helsingfors.